# HK Keramin Minsk
Der HK Keramin Minsk (russisch ХК Керамин Минск) war ein belarussischer Eishockeyklub aus Minsk, der in der belarussischen Extraliga spielte. Über mehrere Jahre nahm die Mannschaft zudem an der East European Hockey League teil. Im Juli 2010 wurde der Klub aufgrund finanzieller Probleme aufgelöst.

## Geschichte
Der Klub wurde 1998 als HK Minsk gegründet und 2001 in HK Keramin Minsk umbenannt und trug seitdem das Logo und den Namen des belarussischen Sanitärherstellers Keramin. Der Klub trug seine Heimspiele im Eispalast Minsk aus, der 1999 eröffnet wurde und 1823 Zuschauern Platz bietet.

## Erfolge
Der Verein gewann 2002 und 2008 die belarussische Meisterschaft, 1999, 2000, 2003, 2004, 2005 und 2007 wurde er Vizemeister. Der Klub führt zudem die ewige Tabelle der belarussischen Meisterschaft an. Zudem gewann die Mannschaft 2002 und 2008 den belarussischen Pokalwettbewerb sowie 2003 und 2004 die East European Hockey League.